# 尼日利亚音乐
尼日利亚音乐包括多种形式的传统音乐和流行音乐，其中传统音乐又依国内各族群而异，具有很强的功能性，常常用于婚礼或葬礼等仪式。
劳动歌是其中一种尼日利亚传统音乐，常用于劳动者在田间或河流劳动时保持工作节奏用。女性在做家务时也会演唱复杂的旋律，例如使用山药敲击出高度装饰性的音乐。在北方，农民们在彼此的农场一起工作时，主人要为邻居提供音乐。
音乐作品的禁忌也同样多种多样。例如Hwana人相信所有的歌曲都是由祖先教授的；蒂夫族将所有的音乐作品归功于著名的作曲家；埃菲克族仅创作世俗歌曲。
尼日利亚音乐最常见的形式是对唱。南部地区以复杂的节奏和使用旋律乐器的独奏者为特色，而北部地区的典型作品以和弦管乐合奏为特色。极北地区则以鼓为重点，并受伊斯兰音乐影响。

## 传统音乐

### 豪萨人
豪萨人居住在尼日利亚北方，其音乐以复杂的打击乐器音乐、单弦乐器“goje”和强大的赞美歌声乐传统而闻名。自14世纪起受到伊斯兰音乐的影响，豪萨音乐采用自由节奏和即兴的五声音阶，这和其他西非穆斯林民族（如班巴拉人、卡努里人、富拉尼人和桑海人）类似。传统的豪萨音乐多用于婚丧嫁娶等重要场合。豪萨音乐中，最让人印象深刻的是一种叫做“卡卡基（Kakaki）”的小号，最初由桑海骑兵使用，后来被崛起的豪萨国家作为军事力量的象征，其长度可超过2米，可以很方便的拆解为三段以便携带。此外还常用打击乐器，如一种叫做“坦博拉（tambora）”的鼓。

### 伊博人
伊博人居住于尼日利亚东南部，广泛使用各种民歌乐器。他们以随时接受外国风格而闻名，是尼日利亚上流社会的重要组成部分。其中使用最广泛的是一种13弦的“obo”，类似于齐特琴或古筝。伊博人还使用木鼓、木琴、长笛、七弦琴、巫毒鼓和琵琶，以及最近进口的欧洲铜管乐器。
宫廷音乐则在更传统的伊博人中演奏，并保持了他们的皇室传统。木鼓用于唤醒酋长，并向其传递用膳时间等重要信息。钟鼓合奏用于宣布酋长何时离开并返回他的村庄。

### 约鲁巴人
约鲁巴人传统上常用一种叫做“顿顿（dundun）”的鼓。使用顿顿鼓演奏的音乐同样称为“顿顿”。这些合奏由各种尺寸的张力鼓以及壶鼓（gudugudu）组成。顿顿演奏的领头者被称为“iyalu”，通过敲鼓模仿约鲁巴人谈话的语调。大多数约鲁巴音乐的灵感来自于自然，并用于献给神。
约鲁巴音乐已成为尼日利亚流行音乐中重要的组成部分，这是因为其受到欧洲、伊斯兰和巴西音乐影响的缘故。这些影响源于铜管乐器、乐谱、伊斯兰打击乐的输入和巴西商人带来的音乐风格。
在尼日利亚人口最多的城市拉各斯和最大的城市伊巴丹，这些多元文化传统汇聚在一起，成为尼日利亚流行音乐的根源。

## 戏剧音乐
尼日利亚戏剧广泛使用音乐，通常只是戏剧作品中未经改编的传统音乐，尼日利亚歌剧中也使用了不同风格的音乐，用于向观众传达戏剧动作的印象。音乐也用于文学戏剧（尽管它的音乐伴奏比在歌剧中使用更少），并向观众传达事件的情绪或基调。例如诗人约翰·佩珀·克拉克（John Pepper Clark，1935-2020）的《奥兹迪传奇》(The Ozidi Saga)，这是一部关于谋杀和复仇的戏剧，既有人类演员也有非人类演员。剧中的每个角色都与一首个人主题曲相关联，该主题曲伴随着角色所参与的战斗。
不断发展的电视和电影业从尼日利亚广泛的本土戏剧中吸收了大量艺术家和音乐结构，而这些戏剧又从节日和宗教仪式演变而来。

## 儿童音乐
尼日利亚的孩子们有很多自己的传统，通常是唱歌游戏。多数为对唱，使用古老的语言。孩子们也使用乐器，例如无调式的筝（由玉米杆制成）、由锡罐制成的鼓等。豪萨族儿童演奏一种独特的乐器——他们在一条活的、受刺激的河豚膨胀的肚子上敲打节奏。

## 西方古典音乐
20世纪，尼日利亚也诞生了一批古典作曲家。菲拉·索旺德是西方古典音乐中最早也是最著名的非洲作曲家之一，也是尼日利亚艺术音乐传统的创始人，还是一位风琴手和爵士音乐家，将这些和尼日利亚民间音乐的元素融入到他的作品中。此外较著名的音乐家还有Lazarus Ekwueme、Joshua Uzoigwe、Ayo Bankole和Akin Euba等。

## 延伸阅读
- Akpabot, Samuel Ekpe. . Michigan State University Press. 1975.
- Arom, Simka. . Cambridge University Press. 1991. ISBN 0-521-61601-8.
- Graham, Ronnie. . Pluto Press. 1989. ISBN 1-85305-000-8.
- Omojola, Bode. Popular Music in Western Nigeria: Theme, Style and Patronage. Ibadan: Institut Français de Recherche en Afrique (IFRA), University of Ibadan(revised edition), 2014.
- Omojola, Bode. Yorùbá Music in the Twentieth Century: Identity, Agency and Performance Practice. Rochester: University of Rochester Press (Eastman/Rochester Studies in Ethnomusicology), 2012.
- Omojola, Bode. The Music of Fela Sowande: Encounters, African Identity and Creative Ethnomusicology. Point Richmond, CA: Music Research Institute Press, 2009.
- Omojola, Bode. Multiple Interpretations of Dynamics of Creativity and Knowledge in African Music Traditions: A Festschrift in Honor of Akin Euba (co-edited with George Dor).Point Richmond, CA: Music Research Institute Press, 2005.
- Omojola, Bode. Nigerian Art Music. Ibadan: Institut Français de Recherche en Afrique (IFRA), University of Ibadan, 1995.
- Sadoh, Godwin. Thomas Ekundayo Phillips: The Doyen of Nigerian Church Music. Bloomington, Indiana: iUniverse Publishing, 2009.
- Samuel Akpabot: The Odyssey of a Nigerian Composer-Ethnomusicologist. Bloomington, Indiana: iUniverse Publishing, 2008.
- The Organ Works of Fela Sowande: Cultural Perspectives. New York: iUniverse Publishing, 2007.
- Intercultural Dimensions in Ayo Bankole's Music. New York: iUniverse Publishing, 2007.
- Joshua Uzoigwe: Memoirs of a Nigerian Composer-Ethnomusicologist. New York: iUniverse Publishing, 2007.
- Veal, Michael E. . Temple University Press. 1997.
- Waterman, Christopher Alan. . University of Chicago Press. 1990. ISBN 0-226-87465-6.